# Berliner Kindertheater
Das Berliner Kindertheater – Theater von großen Menschen für kleine Menschen e. V. (BKT) ist ein gemeinnütziger Theaterverein in Berlin, der im November 1986 gegründet wurde.
Geboten wird im BKT Schauspieltheater für Kinder (Theater für Kinder). Das BKT ist ein professionelles Kindertheater. Gemäß seinem gemeinnützigen Zweck fördert das BKT, indem es Kulturprojekte konzipiert, entwickelt und auch beratend unterstützt. Neben den Schauspielproduktionen organisiert das BKT auch andere Kulturprojekte jenseits theatraler Aufführungen, die in der Regel öffentlich gefördert werden.
Anliegen in seinen Stücken ist es, mittels komödiantischer Formen zu zeigen, dass Gut und Böse nie in Reinform existieren, sondern gerade diese Mischung das Menschsein ausmacht, ohne jedoch Verantwortungslosigkeit zu propagieren. Stilistisch wird der „pädagogische Zeigefinger“ vermieden. Inhaltlich werden dazu die großen Klassiker der Weltkinderliteratur, von Pippi Langstrumpf über Pettersson und Findus, in großen Reihen inszeniert, die en-suite gespielt werden.
Das Theater ist frei finanziert. Der Fehlbedarf wird durch privates Engagement, auch dem der Mitglieder gedeckt. Aufführungen finden en-suite derzeit (seit 2007) an zwei Spielstätten statt. Im Sommer wird die Freilichtbühne an der Zitadelle, im Winter das Fontane-Haus im Märkischen Viertel bespielt.
Zu den Projekten des BKT zählen:
- Konzeption und Organisation des ersten „Berliner Kindertheater-Festivals Ost-West“ (Ost- und Westberlin) 1990 und 1991
- „Kindertheaterkooperative Kreuzberg“: koordinierter Zusammenschluss freier Träger mit kommunalen Einrichtungen
- „stummSCHREI – Initiative gegen Diskriminierung und Rassismus“ in BKT-Trägerschaft
- erste Sommer-Familientheater-Reihe 2005 im Spandauer Kultursommer unter Schirmherrschaft der schwedischen Botschaft
- erste Winter-Familientheater-Reihe 2007 im Fontane-Haus im märkischen Viertel

Das BKT ist Mitglied bei „www.berlin-buehnen.de“, wo seine Veranstaltungen ebenfalls veröffentlicht werden. Außerdem ist das BKT seit Januar 2013 im „Landesverband freier Theater Berlin“ vertreten.